# Skeid Fotball 2007
Questa voce raccoglie le informazioni riguardanti lo Skeid Fotball nelle competizioni ufficiali della stagione 2007.

## Rosa
| N. |                     | Ruolo | Calciatore           |
| -- | ------------------- | ----- | -------------------- |
| 1  | Norvegia (bandiera) | P     | André Hansen         |
| 2  | Norvegia (bandiera) | D     | Jo Andreas Gundersen |
| 3  | Norvegia (bandiera) | D     | Kjetil Berge         |
| 4  | Norvegia (bandiera) | D     | Joar Harøy           |
| 5  | Svezia (bandiera)   | D     | Joakim Alexandersson |
| 5  | Norvegia (bandiera) | C     | Kjell André Thu      |
| 6  | Norvegia (bandiera) | D     | Erlend Ormbostad     |
| 7  | Norvegia (bandiera) | C     | Tom Erik Breive      |
| 8  | Norvegia (bandiera) | C     | Simen Røine Johansen |
| 9  | Norvegia (bandiera) | A     | Espen Grina          |
| 10 | Norvegia (bandiera) | A     | Mohammed Abdellaoue  |
| 11 | Norvegia (bandiera) | D     | Mounir El Masrouri   |
| 12 | Norvegia (bandiera) | P     | Anders Søvik         |
| 13 | Norvegia (bandiera) | D     | Morten Slorby        |

| N. |                     | Ruolo | Calciatore           |
| -- | ------------------- | ----- | -------------------- |
| 13 | Norvegia (bandiera) | C     | Kristoffer Tollås    |
| 14 | Norvegia (bandiera) | C     | Andreas Hagen        |
| 14 | Norvegia (bandiera) | C     | Johan Petter Winsnes |
| 15 | Norvegia (bandiera) | C     | Bjørn Yngvar Kydland |
| 16 | Norvegia (bandiera) | D     | Ole Kristian Kråkmo  |
| 17 | Norvegia (bandiera) | D     | Ulrik Arneberg       |
| 18 | Norvegia (bandiera) | A     | Kim Larsen           |
| 19 | Norvegia (bandiera) | A     | Øystein Rogstad      |
| 20 | Norvegia (bandiera) | C     | Dawda Leigh          |
| 21 | Norvegia (bandiera) | A     | Mostafa Abdellaoue   |
| 22 | Norvegia (bandiera) | P     | Bjarte Kringlemoen   |
| 23 | Norvegia (bandiera) | D     | Magnus Paulsen       |
| 24 | Norvegia (bandiera) | D     | Martin Vethe         |
| 25 | Norvegia (bandiera) | A     | Abdurahim Laajaab    |

## Risultati

### Campionato

#### Girone di andata
| Arbitro: | Krokdal |

|                                                     |           |                     |
| Michaelsen 5’, 8’ Øren 30’ Ringberg 45’ Abiodun 75’ | Marcatori | 35’ Moh. Abdellaoue |

| Arbitro: | Helgerud (Lier) |

|             |           |              |
| Rogstad 31’ | Marcatori | 55’ Kvalheim |

| Arbitro: | Toppe |

|                    |           |                         |
| Rogstad 30’ (rig.) | Marcatori | 13’ Olsen 62’, 74’ Pelu |

| Arbitro: | Hafsås |

|                                        |           |  |
| Martins 6’, 47’ (rig.), 78’ Miller 85’ | Marcatori |  |

| Arbitro: | Ahlsen |

|                                               |           |  |
| Rogstad 5’, 15’ (rig.) Paulsen 79’ Breive 88’ | Marcatori |  |

| Arbitro: | Borgersen |

|                    |           |            |
| Antoine-Curier 62’ | Marcatori | 18’ Larsen |

| Arbitro: | Kamben |

|  |           |                    |
|  | Marcatori | 77’ D. Berg Hestad |

| Arbitro: | Mjåland |

|                                    |           |  |
| Espedal 40’ Kydland 45’ Jacobs 90’ | Marcatori |  |

| Arbitro: | Krokdal (Oslo) |

|                                               |           |                  |
| Breive 12’, 47’ Børthus 14’ (aut.) Larsen 17’ | Marcatori | 90’ (aut.) Vethe |

| Bergen 10 giugno 2007, ore 18:00 CEST 10ª giornata | Løv-Ham | 0 – 0 referto | Skeid | Varden Amfi (175 spett.)\| Arbitro: \| Ahlsen \| |
| Arbitro:                                           | Ahlsen  |               |       |                                                  |

| Arbitro: | Mjåland |

|  |           |                        |
|  | Marcatori | 8’ Furebotn 82’ H. Flo |

| Arbitro: | Kamben |

|                         |           |  |
| Askar 12’ Michelsen 42’ | Marcatori |  |

| Oslo 24 giugno 2007, ore 18:00 CEST 13ª giornata                                     | Skeid     | 1 – 3 referto                   | Sparta Sarpsborg | Bislett Stadion (585 spett.) |
| \| \| \| \| \| Moh. Abdellaoue 5’ \| Marcatori \| 44’ Hansen 65’ Wiig 78’ Thioune \| |           |                                 |                  |                              |
|                                                                                      |           |                                 |                  |                              |
| Moh. Abdellaoue 5’                                                                   | Marcatori | 44’ Hansen 65’ Wiig 78’ Thioune |                  |                              |

| Arbitro: | Hauge (Bergen) |

|                                              |           |                                             |
| Haug 36’ (rig.) Risholt 37’, 81’ Hanssen 53’ | Marcatori | 48’ (rig.), 89’ Moh. Abdellaoue 90’ Rogstad |

| Arbitro: | Hakestad |

|                          |           |                           |
| Moh. Abdellaoue 50’, 85’ | Marcatori | 59’ Arneberg 65’ Hægeland |

#### Girone di ritorno
| Arbitro: | Toppe |

|  |           |                                              |
|  | Marcatori | 6’, 83’ Kienast 78’ (rig.) Pasoja 90’ Øverby |

| Arbitro: | Helgerud (Lier) |

|                                             |           |                           |
| Kleven 31’ Garba 36’ Velta 43’ Granerud 90’ | Marcatori | 35’, 48’ Breive 86’ Harøy |

| Arbitro: | Alseth (Stjørdal) |

|                    |           |  |
| Olsen 37’ Torp 76’ | Marcatori |  |

| Arbitro: | Borgersen |

|                 |           |  |
| El Masrouri 90’ | Marcatori |  |

| Arbitro: | Ahlsen |

|                           |           |  |
| Olsen 9’ Heide 73’ (rig.) | Marcatori |  |

| Arbitro: | Alapnes |

|          |           |          |
| Harøy 8’ | Marcatori | 85’ Moen |

| Molde 9 settembre 2007, ore 18:00 CEST 22ª giornata | Molde | 0 – 0 referto | Skeid | Aker Stadion (6.304 spett.)\| Arbitro: \| Toppe \| |
| Arbitro:                                            | Toppe |               |       |                                                    |

| Arbitro: | Hafsås |

|                    |           |                              |
| Espedal 20’ (aut.) | Marcatori | 23’ Borgvardt 43’ Sigurðsson |

| Arbitro: | Krokdal (Oslo) |

|                        |           |  |
| Vojnović 32’ Mendy 90’ | Marcatori |  |

| Arbitro: | Bruheim |

|             |           |  |
| Rogstad 46’ | Marcatori |  |

| Arbitro: | Toppe |

|                         |           |                     |
| Solheim 36’ Bolseth 57’ | Marcatori | 58’ Moh. Abdellaoue |

| Arbitro: | Kamben |

|                                |           |                       |
| Larsen 37’ Moh. Abdellaoue 53’ | Marcatori | 9’ Bræmer 62’ Vidalon |

| Arbitro: | Hakestad |

|                                         |           |                     |
| Johannessen 17’ (rig.), 31’ (rig.), 67’ | Marcatori | 54’ Moh. Abdellaoue |

| Arbitro: | Ahlsen |

|  |           |                                     |
|  | Marcatori | 29’ Eftedal 36’ Hanssen 41’ Saaliti |

| Arbitro: | Kamben |

|               |           |             |
| Mikkelsen 50’ | Marcatori | 31’ Laajaab |

### Coppa di Norvegia
| Akershus 20 maggio 2007, ore 18:00 CEST Primo turno                         | Skjetten  | 1 – 2 referto                 | Skeid | Skjetten Stadion |
| \| \| \| \| \| Håkonsen 2’ \| Marcatori \| 86’ Moh. Abdellaoue 90’ Grina \| |           |                               |       |                  |
|                                                                             |           |                               |       |                  |
| Håkonsen 2’                                                                 | Marcatori | 86’ Moh. Abdellaoue 90’ Grina |       |                  |

| Oslo 13 giugno 2007, ore 18:00 CEST Secondo turno                                              | KFUM Oslo | 2 – 3 (d.t.s.) referto                     | Skeid | Ekeberg Kunstgress |
| \| \| \| \| \| Sæter 2’ Dahl 60’ \| Marcatori \| 26’ Breive 33’ Tollås 102’ Moh. Abdellaoue \| |           |                                            |       |                    |
|                                                                                                |           |                                            |       |                    |
| Sæter 2’ Dahl 60’                                                                              | Marcatori | 26’ Breive 33’ Tollås 102’ Moh. Abdellaoue |       |                    |

| Arbitro: | Edvartsen (Hamar) |

|  |           |                         |
|  | Marcatori | 95’ Iversen 108’ Sapara |